# مسجد شاه دو شامشيرا
مسجد شاه دو شامشيرا (يُترجم اسمه في العربية إلى مسجد الملك ذو السيفين)، هو مسجد أصفر اللون مكون من طابقين يقع في المنطقة 2 في كابول في أفغانستان بجوار نهر كابل وجسر شاه دو شمشيرة. شيد في عهد أمان الله خان (1919-1929) وصمم على غرار جامع أورطة كوي في اسطنبول. تصميم هذا المسجد فريد بشكل خاص من حيث العمارة الدينية الإسلامية. يخلق الجص الزخرفي الإيطالي المستخدم في البناء مظهرا مثيرًا للاهتمام لذا أطلق عليه البعض اسم "الباروك الأفغاني".

## البناء

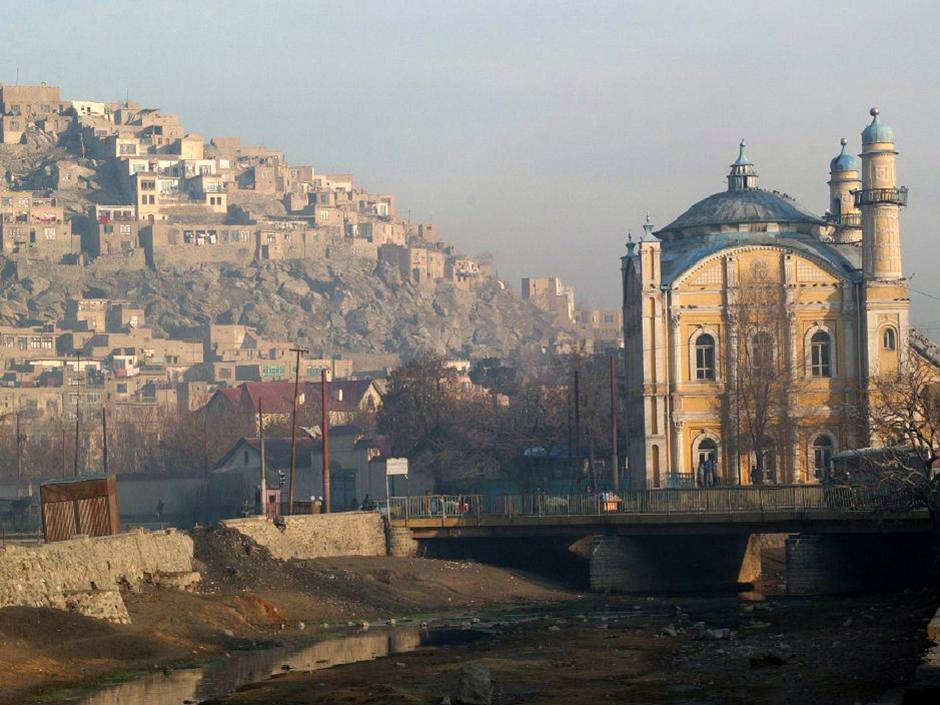
صورة توضيحية لمسجد شاه دو شامشيرا في كابول، أفغانستان

بني مسجد شاه دو شامشيرا في عهد أمان الله خان، يقع المسجد بجوار قبر المغولي تشين تيمور خان، وهو ابن عم فاتح آسيا الوسطى بابور، ساعد تشين تيمور خان في قهر الكثير من محاربي الهند واشتهر بمعركة خانوه، وهو الذي قاد القوات الإسلامية إلى المعركة وتولى دورا قياديا فيها، وليس بعيدا عن مسجد شاه دو شامشيرا يقع قبر بابور والعديد من القادة المسلمين البارزين الذين غزوا الهند، وأنشؤا الحكم الإسلامي في شمال الهند (باكستان والهند وبنغلاديش) من أفغانستان.

## اقرأ أيضا
- إمبراطورية مغول الهند .
- قائمة مساجد في أفغانستان